# Rainer Welz (Politiker)
Rainer Welz (* 28. Oktober 1943 in Bunzlau; † 10. November 2024) war ein deutscher Politiker der CDU.
Nach dem Besuch der Realschule absolvierte Welz die kaufmännische Lehre in Hamburg und Berlin, die er als Speditionskaufmann abschloss. 1965 machte er sich als Spediteur selbständig.
1984 trat Welz in die CDU ein, dort gehörte er dem Vorstand des Ortsverbandes Lichtenrade als Beisitzer sowie dem Kreisvorstand in Tempelhof und dem Wirtschaftsrat der CDU an, er war zudem Kreisvorsitzender der MIT Berlin. Von 1991 bis 1995 gehörte er der Bezirksverordnetenversammlung in Tempelhof an, dort war er zuletzt stellvertretender Vorsitzender der CDU-Fraktion und Vorsitzender des Ausschusses für Volksbildung und Kunst. 1998 rückte er in das Abgeordnetenhaus von Berlin nach, dem er bis 2001 angehörte.